# 빌리 브라운 (배우)
빌리 브라운(Billy Brown, 1970년 10월 30일 ~ )은 미국의 배우이다.

## 출연 작품

### 영화
- 제로니모 (1993)
- 나의 사랑 나의 젊음 (1993, Dreamrider)
- 프리티 레이디 (1997, The Beautician and the Beast)
- 쥬라기 공원 2: 잃어버린 세계 (1997)
- 스타쉽 트루퍼스 2 (2004)
- 하우스 오브 더 데드 2 (2005, House of the Dead 2)
- Company Man (2007)
- 클로버필드 (2008)
- 윗치 마운틴 (2009)
- 스타 트렉: 더 비기닝 (2009)
- 수어사이드 스쿼드: 헬 투 페이 (2018, Suicide Squad: Hell to Pay)
- 프라우드 메리 (2018)

### 텔레비전
- Dirt (2007-08)
- 사우스랜드 (2009)
- 라이츠 아웃 (2011, Lights Out)
- 덱스터 (2011-12)
- 호스티지스 (2013-14, Hostages)
- 범죄의 재구성 (2014-20)